# Donald O’Connor
Donald O’Connor (Chicago, 1925. augusztus 28. – Calabasas, 2003. szeptember 27.) Primetime Emmy- és Golden Globe-díjas amerikai színész, táncos.
Az legismertebb szerepe Cosmo Brown az Ének az esőben című zenés filmben Gene Kelly és Debbie Reynolds oldalán.

## Filmjei
- It Can’t Last Forever (1937) ... Kid Dancer (uncredited)
- Men with Wings (1938) ... Pat Falconer at Age 10
- Sing You Sinners (1938) ... Mike Beebe
- Sons of the Legion (1938) ... Butch Baker
- Tom Sawyer, Detective (1938) ... Huckleberry Finn
- Boy Trouble (1939) ... Butch
- Unmarried (1939) ... Ted Streaver (age 12)
- Million Dollar Legs (1939) ... Sticky Boone
- Beau Geste (1939) ... Beau Geste (mint gyerek)
- Night Work (1939) ... Butch Smiley
- Death of a Champion (1939) ... Small Fry
- On Your Toes (1939) ... Phil Jr. (mint gyerek)
- What’s Cookin’? (1942) ... Tommy
- Private Buckaroo (1942) ... Donny
- Give Out, Sisters (1942) ... Don
- Get Hep to Love (1942) ... Jimmy Arnold
- When Johnny Comes Marching Home (1942) ... Frankie Flanagan
- It Comes Up Love (1943) ... Ricky Ives
- Mister Big (1943) ... Donald J. O'Connor, Esq.
- Top Man (1943) ... Don Warren
- Chip Off the Old Block (1944) ... Donald Corrigan
- Follow the Boys (1944) ... Donald O'Connor
- This Is the Life (1944) ... Jimmy Plum
- The Merry Monahans (1944) ... Jimmy Monahan
- Bowery to Broadway (1944) ... Specialty Number #1
- Patrick the Great (1945) ... Pat Donahue Jr.
- Something in the Wind (1947) ... Charlie Read
- Are You With It? (1948) ... Milton Haskins
- Feudin’, Fussin’, and A-Fightin' (1948) ... Wilbur McMurty
- Yes Sir That’s My Baby (1949) ... William Waldo Winfield
- Francis (1950) ... Peter Stirling
- Curtain Call at Cactus Creek (1950) ... Edward Timmons
- The Milkman (1950) ... Roger Bradley
- Double Crossbones (1951) ... Davey Crandall
- Francis Goes to the Races (1951) ... Peter Stirling
- Ének az esőben (Singin' in the Rain, 1952) ... Cosmo Brown
- Francis Goes to West Point (1952) ... Peter Stirling
- I Love Melvin (1953) ... Melvin Hoover
- Call Me Madam (1953) ... Kenneth Gibson
- Francis Covers the Big Town (1953) ... Peter Stirling
- Walking My Baby Back Home (1953) ... Clarence 'Jigger' Millard
- Francis Joins the WACS (1954) ... Peter Stirling
- Irving Berlin's There's No Business Like Show Business (1954) ... Tim Donahue
- Francis in the Navy (1955) ... Lt. Peter Stirling / Bosun’s Mate Slicker Donovan
- Anything Goes (1956) ... Ted Adams
- The Buster Keaton Story (1957) ... Buster Keaton
- Cry for Happy (1961) ... Murray Prince
- The Wonders of Aladdin (1961) ... Aladdin
- That Funny Feeling (1965) ... Harvey Granson
- That's Entertainment! (1974) ... Himself - Co-Host / Narrator / Clip from „Singin’ in the Rain”
- The Big Fix (1978) ... Francis Joins the Navy
- Ragtime (1981) ... Evelyn’s Dance Instructor
- Pandemonium (1982) ... Glenn's Dad
- A Time to Remember (1987) ... Father Walsh
- Toys (1992) ... Kenneth Zevo
- Father Frost (1996) ... Baba Yaga
- Tengerre, tata! (Out to Sea, 1997) ... Jonathan Devereaux

## Fordítás
- Ez a szócikk részben vagy egészben  a   Donald O'Connor című angol Wikipédia-szócikk fordításán alapul.  Az eredeti cikk szerkesztőit annak laptörténete sorolja fel. Ez a jelzés csupán a megfogalmazás eredetét és a szerzői jogokat jelzi, nem szolgál a cikkben szereplő információk forrásmegjelöléseként.